# Дустлик (Кашкадарьинская область)
Дустлик (узб. Doʻstlik / Дўстлик) — посёлок городского типа, расположенный на территории Касбийского района Кашкадарьинской области Республики Узбекистан.

Статус посёлка городского типа с 2009 года.